# Farmy Szeba
Farmy Szeba (arab. ‏مزارع شبعا‎, trb. mzar` szb`, hebr. ‏חוות שבעא‎, Chawot Szeba), w Izraelu znane również jako Góra Dow (hebr. ‏הר דב‎, Har Dow) –  pas lądu między Wzgórzami Golan a granicą libańsko-syryjską, formalnie należący do Libanu, a znajdujący się pod okupacją izraelską od 1967 roku.
Nazwa terytorium pochodzi od 14 gospodarstw (farm) należących historycznie do mieszkańców pobliskiego libańskiego miasta Szeba. Znajdują się one na powierzchni o wymiarach 11 na 2,5 km. 

## Historia
Francuska administracja w Lewancie nigdy nie wytyczyła dokładnej granicy między Libanem a Syrią w tym rejonie, nie uczyniły tego również późniejsze, niepodległe rządy tych krajów. Dokumenty z lat dwudziestych i trzydziestych XX wieku wskazują, że mieszkańcy płacili podatki rządowi libańskiemu. Później, od początku lat 50. aż do zajęcia Wzgórz Golan przez Izrael w wyniku wojny sześciodniowej w 1967 roku, terytorium było zarządzane przez stronę syryjską. W 1981 roku Wzgórza Golan, łącznie z farmami Szeba, zostały zaanektowane przez Izrael.
Terytorium to stało się punktem zapalnym od czasu wycofania się Izraela z Libanu w maju 2000 r. Hezbollah twierdzi, że wycofanie nie zostało zakończone, ponieważ farmy Szeba wciąż są okupowane przez Izrael, chociaż znajdują się na terytorium Libanu, a nie Syrii. ONZ uznaje, że wycofanie się z Libanu zostało w pełni zakończone. Organizacja twierdzi, że fakt przynależności farm do Libanu jest kontrowersyjny i trudny do potwierdzenia, nawet po analizie 81 różnych map tego obszaru, i zostawia tę kwestię do ustalenia w przyszłości przez rządy Libanu i Syrii. 
Rząd syryjski uznaje farmy za terytorium Libanu, jednak nie zgadza się na dokładną demarkację granicy.